# Jordanus (constel·lació)
Jordanus o Fluvius Jordanus, el riu Jordà, va ser una constel·lació creada per Petrus Plancius en la seva esfera celeste de 1.612. El naixement del riu estava prop de la cua de l'Ossa Major, en l'actual constel·lació dels Llebrers, fluïa després entre l'Ossa i Lleó, a l'àrea avui ocupada per Leo Minor i Linx, per desembocar prop de la Girafa. Els estels més brillants de Jordanus eren Cor Caroli (α Canum Venaticorum) i α Lyncis. La constel·lació no va ser reflectida en els atles de Johann Elert Bode i va caure en desús.